# Aknázólégyfélék

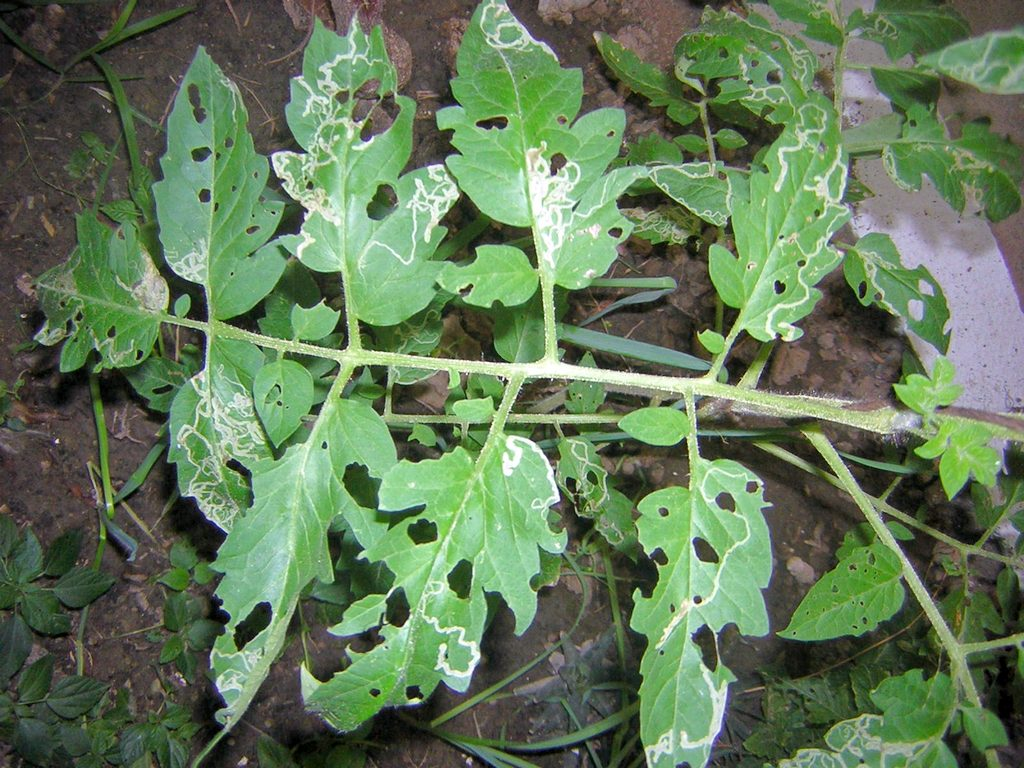
Jellegzetes aknái krumpli levelében

A aknázólégyfélék (Agromyzidae) a fejlett szárnyas rovarok (Endopterygota) közé sorolt kétszárnyúak (Diptera) rendjében a homlokréses legyek (Schizophora) alrendágának egy diverz elterjedésű családja hat alcsaláddal, mintegy 4500 fajjal. Angol nevük: „fruit fly”, azaz gyümölcslégy – nem tévesztendők össze a harmatlégyfélékkel, avagy muslicákkal.

## Származásuk, elterjedésük
Kozmopolita család. Gyorsan fejlődésük jeleként fajaik sokszor nagyon közel állnak egymáshoz, meghatározásuk nehéz. Pontos fajszámuk nem is adható meg; több mint 2500 fajukat ismerjük.

## Megjelenésük, felépítésük
Kis, illetve egészen apró legyek. Többnyire sötétek, a testükön csak ritkán látható sárgás rajzolat.

## Életmódjuk, élőhelyük
A nőstény légy a petéit a növény szöveteibe tojja. A szúráskor kibuggyanó nedvet fel is táplálkozni is szokott, a tojócsövet tehát a táplálékszerzéshez is használja. Az egyes fajok specifikusan tápnövényük adott típusú szöveteiben (nem okvetlenül a levelekben) élősködnek. Lárváik a rájuk jellemző szövetekben kanyargós, feltűnően világoszöld vagy fehéres, különösen áteső fényben szembetűnő aknákat rágnak.
A többi aknázó rovartól eltérően az aknázólegyek lárvái az oldalukon fekszenek a növény szöveteiben. Messze kiálló, kétsorosan fogazott szájkampóikat le-, ill. hátrafelé mozgatják, így mindig íves járatokat hagynak maguk után; az aknák alakja igen sokféle lehet. A zárt aknákban szinte melegházi a levegő, ami igen kedvez a lárvák fejlődésénel. A felnyitott sejteket a nyű felfalja. Mivel bőségesen jut nekik táplálék, lárváik gyakran már négy nap alatt kifejlődnek. Egyes fajok az aknában, mások azon kívül bábozódnak. A mérsékelt övi fajok többnyire a pupáriumban telelnek át.

### Szaporodásuk
Különböző növények magházába vagy a fiatal gyümölcsök héja alá petéznek. A nőstény csavaró mozdulattal, tojócső kitintüskéivel átfúrja a tápnövény szöveteit, és a furatba tojja petéjét.

## Gazdasági jelentőségük
Több fajuk mezőgazdasági kártevő.